# Amilcar Vasiliu
Amilcar P. Vasiliu (n. 1 iunie 1900, Craiova – d. 21 iunie 1994, București) a fost un academician român, inginer agronom, profesor universitar și cercetător, membru titular al Academiei Române (1963) și al Academiei de Științe Agricole și Silvice (ASAS). A fost un reprezentant marcant al științei agricole românești, contribuind la dezvoltarea agrotehnicii, fiziologiei vegetale și zonării agricole. A fondat mai multe reviste agricole și a publicat peste 534 de lucrări, inclusiv o monografie de referință despre Ion Ionescu de la Brad. A fost decorat cu Ordinul Muncii în 1957 și 1963, iar o stradă din comuna Ivești, județul Galați, îi poartă numele.

## Biografie
Amilcar P. Vasiliu s-a născut la 1 iunie 1900 în Craiova, provenind din comuna Calopăr, județul Dolj. A absolvit cinci clase primare în comuna natală la vârsta de 12 ani, apoi a urmat liceul în mai multe localități din țară, obținând bacalaureatul la Iași în 1921. În același an, s-a înscris la Academia de Cooperație din București, absolvind în 1923. A continuat cu studii agronomice la Facultatea de Agricultură din Cluj, pe care le-a încheiat în 1927 ca șef de promoție. Între 1927 și 1929, a urmat cursuri de specializare în fizica solului și fiziologia vegetală la Universitatea Königsberg, sub îndrumarea profesorului A. E. Mitscherlich, obținând doctoratul în 1932 cu distincția „Magna cum laude”. Ulterior, în 1937, s-a specializat în agrotehnică și fizica solului la Praga (cu I. Spirhansel), Zürich (cu H. Pallman) și München (cu H. Niklas).
După absolvirea facultății, în 1927, a fost profesor la Școala de Agricultură Roman timp de un an, apoi s-a întors la Cluj în 1928 ca asistent la catedra de Agrotehnică. A avansat ca șef de lucrări în 1933, conferențiar în 1940 și profesor în 1941. În 1949, după 21 de ani la Cluj, s-a transferat la București, unde a ocupat poziții de șef de secție, director și consilier la Institutul de Cercetări Agronomice al României (ICAR) și a fost profesor la Institutul Agronomic „N. Bălcescu”. A murit la 21 iunie 1994, în București.

## Activitate științifică și didactică
Amilcar Vasiliu a fost un pionier în agrotehnică și fiziologia vegetală, contribuind la cercetarea solurilor, aplicarea îngrășămintelor și zonarea agricolă. Între 1928 și 1932, a colaborat la construirea unei case de vegetație și a unui laborator pentru cercetarea chimică a solului la Fabrica de zahăr Roman. În 1935–1939, a înființat câmpul de experiență pentru îngrășăminte la herghelia Bondița, una dintre primele inițiative de acest fel în România. În 1950–1956, a coordonat experiențe cu îngrășăminte chimice și organice, contribuind la stabilirea sortimentului de îngrășăminte pentru agricultura românească. Între 1953 și 1957, a participat la lucrări de zonare științifică a producției agricole, coordonând aspectele de agrotehnică. În 1962–1964, a fost președinte al Comitetului de coordonare al cercetărilor agricole din țările socialiste, fiind apreciat la Conferința de la Budapesta din 1964.
Lucrările sale despre fiziologia vegetală, precum „Ein Beitrag zum Wasseverbrauch unserer Kulturpflanzen” (1932), au adus concluzii originale despre consumul de apă al plantelor, fiind citate în publicații internaționale. A publicat studii despre clasificarea și bonitarea solurilor, concepând o trusă de teren utilizată timp de trei decenii. Lucrarea „Asolamente raționale” (1959) a fost o contribuție majoră, bazată pe 105 surse bibliografice, abordând asolamentele agricole și speciale. De asemenea, a coordonat capitolul de agrotehnică în „Manualul inginerului agronom” (1952, 1958, 1967).
Ca profesor, Vasiliu a susținut cursuri de îndrumare agricolă pentru învățători (1932–1933, 1941–1942) și a elaborat metode de clasificare a solurilor pentru foștii conducători de carte funciară din Transilvania și Banat (1936–1937). A îndrumat studenți la proiectele de diplomă și a fost coordonator de doctorat între 1955 și 1980. Cursul său de „Agrologie” (1948) a fost un reper pentru studenți, remarcându-se prin structura modernă și abordarea științifică.

## Contribuții editoriale
Vasiliu a fondat și redactat mai multe reviste agricole: „Pământul și planta” (1933), „Cooperația nouă” și „Agricultura nouă” (1936), „Probleme agricole” (1949–1951), „Drumul nou” (1952) și „Analele ICAR”. A contribuit la „Dicționarul enciclopedic Român” (1958–1966) și a fost membru al comitetului de redacție al „Marii Enciclopedii Agricole a României” (1937), unde a scris articole pe 500 de pagini. Lucrarea sa despre Ion Ionescu de la Brad a fost considerată un model de rigurozitate, contribuind la publicarea „Operelor agricole” ale acestuia în 1968.

## Distincții
- Ordinul Muncii clasa a III-a (31 mai 1957) „pentru merite deosebite în muncă, cu ocazia celui de-al II-lea Congres al Asociației Științifice a Inginerilor și Tehnicienilor din Republica Populară Romînă”[2]
- Ordinul Muncii (1963)[3]
- Doctor docent (1965)[1]
- Membru corespondent al Academiei Române (1955), membru titular (1963), secretar științific și șef al Secțiunii de Științe Agricole[1]
- Membru și membru de onoare al ASAS (1979)[1]
- Președinte de onoare al Societății Inginerilor Agronomi din România (1990)[1]